# Feels Good, Feels Right
Feels Good, Feels Right – album winylowy autorstwa Binga Crosby’ego wydany przez Decca Records w 1976 roku. Oprawę muzyczną wykonał Alan Cohen i jego orkiestra.
Rozszerzony album został wydany po raz pierwszy na płycie CD przez London Records w 1988 roku.

## Lista utworów
Wszystkie utwory zostały nagrane w lipcu 1976 roku, z wyjątkiem „What’s New?” nagranego 17 sierpnia.

### Strona pierwsza
| Nr | Tytuł utworu              |
| -- | ------------------------- |
| 1. | „Feels Good, Feels Right” |
| 2. | „Once in a While”         |
| 3. | „As Time Goes By”         |
| 4. | „Old Fashioned Love”      |
| 5. | „Time on My Hands”        |
| 6. | „The Way We Were”         |

### Strona druga
| Nr  | Tytuł utworu                                 |
| --- | -------------------------------------------- |
| 7.  | „There’s Nothing That I Haven’t Sung About”  |
| 8.  | „The Night Is Young and You’re So Beautiful” |
| 9.  | „Nevertheless”                               |
| 10. | „The Rose in Her Hair”                       |
| 11. | „What’s New?”                                |
| 12. | „When I Leave the World Behind”              |